# Blauw-Wit in het seizoen 1967/68
Het seizoen 1967/1968 was het 14e jaar in het bestaan van de Amsterdamse betaaldvoetbalclub Blauw-Wit. De club kwam uit in de Eerste divisie en eindigde daarin op de zevende plaats. Tevens deed de club mee aan het toernooi om de KNVB beker, hierin werd het team in de groepsfase uitgeschakeld.

## Wedstrijdstatistieken

### Eerste divisie
|       | AZ '67 | FC Den Bosch '67 | SC Cambuur | D.F.C. | Eindhoven | Elinkwijk | Haarlem | Heracles | Holland Sport | HVC   | RBC   | RCH   | SVV   | Velox | Vitesse | De Volewijckers | FC VVV | Willem II |
| ----- | ------ | ---------------- | ---------- | ------ | --------- | --------- | ------- | -------- | ------------- | ----- | ----- | ----- | ----- | ----- | ------- | --------------- | ------ | --------- |
| Thuis | 0 – 0  | 1 – 3            | 1 – 0      | 4 – 0  | 3 – 0     | 2 – 2     | 1 – 1   | 2 – 0    | 1 – 0         | 1 – 0 | 0 – 0 | 0 – 0 | 0 – 0 | 1 – 1 | 0 – 0   | 0 – 0           | 1 – 1  | 2 – 2     |
| Uit   | 4 – 0  | 2 – 2            | 1 – 2      | 2 – 0  | 1 – 0     | 1 – 1     | 0 – 1   | 0 – 2    | 1 – 1         | 2 – 0 | 1 – 1 | 1 – 0 | 0 – 4 | 1 – 4 | 3 – 0   | 0 – 1           | 1 – 1  | 3 – 0     |

### KNVB beker
| Groepsfase                                                     | Blauw-Wit         | 1 – 0 (0 – 0) | SC Gooiland                            |
| 31 december 1967 Plaats: Amsterdam Olympisch Stadion (bijveld) | Ruud Muskee 55'   |               |                                        |
| Groepsfase                                                     | De Volewijckers   | 0 – 2 (0 – 1) | Blauw-Wit                              |
| 25 februari 1968 Plaats: Amsterdam Buiksloterbanne             |                   |               | 3' Joop Wildbret 65' (pen.) Han Meijer |
| Groepsfase                                                     | Ajax              | 1 – 0 (0 – 0) | Blauw-Wit                              |
| 24 maart 1968 Plaats: Amsterdam De Meer                        | Klaas Nuninga 76' |               |                                        |

## Statistieken Blauw-Wit 1967/1968

### Eindstand Blauw-Wit in de Nederlandse Eerste divisie 1967 / 1968
| Stand | Gespeeld | Gewonnen | Gelijk | Verloren | Punten | Doelpunten voor | Doelpunten tegen |
| ----- | -------- | -------- | ------ | -------- | ------ | --------------- | ---------------- |
| 7e    | 36       | 12       | 16     | 8        | 40     | 40              | 34               |

### Topscorers
| #                 | Naam               | Goal |
| ----------------- | ------------------ | ---- |
| 1.                | Joop Wildbret      | 7    |
| 2.                | René van Breevoort | 6    |
| 3.                | Richard Schemmekes | 5    |
| 4.                | Ruud Muskee        | 4    |
| 5.                | Piet Paternotte    | 3    |
| 5.                | Piet de Waal       | 3    |
| 7.                | Nico van Dijk      | 2    |
| 7.                | Ton Gerritsen      | 2    |
| 7.                | Jan van Meeteren   | 2    |
| 7.                | Co Meijer          | 2    |
| 11.               | Koos de Groot      | 1    |
| 11.               | Gerrie Ruimschoot  | 1    |
| 11.               | Piet Witschge      | 1    |
| Onbekend doelpunt |                    |      |
| –                 | Onbekend           | 1    |
| Totaal            | Totaal             | 40   |

| #      | Naam          | Goal |
| ------ | ------------- | ---- |
| 1.     | Han Meijer    | 1    |
| 1.     | Ruud Muskee   | 1    |
| 1.     | Joop Wildbret | 1    |
| Totaal | Totaal        | 3    |